# Neujahr Maaßen
Neujahrs Maaßen war ein Bergwerk im Bergrevier Johanngeorgenstadt im sächsischen Erzgebirge.

## Lage
Der Standort der Grube Neujahrs Maaßen befindet sich heute am Häuersteig. Die um 1790 bestehenden Gruben, Pochwerke, Kunstgräben, Halden und Fahrwege sind auf dem Blatt Johanngeorgenstadt der Meilenblätter von Sachsen dargestellt.

## Geschichte
Neujahrs Maaßen wurde im Quartal Luciae 1678 verliehen. Ursprung und namensgebend für dieses Berggebäude waren die 11. bis 19. oberen Maaßen auf dem Neujahr Spat. Im Quartal Crucis 1692 wurde die Grube fündig und lieferte 2,7 kg Silber. Der nächste und dann dauerhafte Anbruch erfolgte erst ein Jahr später. Die erste größere Silbermenge kam allerdings erst ab Luciae 1695. Diese stammte vom Vollmond Spat, denn hier ließ sich die Grube am 30. Juli 1696 eine Fundgrube, sowie die 1. bis 7. obere Maaß und die 1. bis 5. untere Maaß erbverleihen.
Bis Ende 1722 wurden 2025 kg Silber ausgebracht. Daneben erhielt die Grube aus dem gemeinsam mit der Frisch-Glück-Fundgrube unter dem Namen Römisch Adler bebauten Grubenfeld die Hälfte des ausgebrachten Silbers. Bis Ende 1722 waren das 1614 kg. Der Silbersegen hielt an, den in den Jahren 1774 bis 1783 wird die Grube als Ausbeute zahlend genannt. Erst im Jahr 1784 steht sie im Freiverbau.
Bis zum Jahre 1800 wurden laut Wagenbreth unbequellt aus diesem Berggebäude 7501 kg Silber ausgebracht. Der Abgleich mit verschiedensten archivalischen Nachrichten bis ins Jahr 1800 ergibt hingegen etwa 6700 kg Silber. In dieser Menge sind auch der Anteil an den gemeinschaftlichen Grubenfeldern mit Gnade Gottes, Frisch Glück, Gabe Gottes und von Römisch Adler enthalten.   

## Gnade Gottes und Neujahrs Maaßen
Aufgrund Gangstreitigkeiten in den Jahren 1717 / 1718 wurde das gemeinschaftliche Grubenfeld von Gnade Gottes und Neujahrs Maaßen mittels eines Vergleichs gegründet. Durch Übernahme weiterer Grubenfelder, so z. B. Teile von Gabe Gottes wuchs dieses gemeinschaftliche Feld nach 1750 mit zu einem der bedeutendsten Berggebäude Johanngeorgenstadts heran. Unter dessen Regie erfolgte u. a. ab 1795 die Teufe, Herstellung und der Betrieb des Schaarschachtes. Diese für den weiteren Grubenbetrieb sehr wichtige Arbeit wurde 1802 abgeschlossen. Das gemeinschaftliche Grubenfeld wurde im Jahr 1821 aufgelöst, da sich beide Berggebäude vereinigten. In diesem Zusammenschluss ging Gnade Gottes und Neujahrs Maaßen im März 1838 in Vereinigt Feld im Fastenberge auf.